# Segunda División 2024/25
Die Segunda División 2024/25 (durch Sponsoring offiziell LaLiga Hypermotion) war die 94. Saison der zweiten spanischen Liga. Sie begann am 16. August 2024 und endete am 8. Juni 2025.

## Modus
Während der Saison trafen die 22 Mannschaften an 42 Spieltagen jeweils zweimal aufeinander. Die zwei besten Mannschaften stiegen direkt in die Primera División auf. Die Teams auf den Plätzen drei bis sechs ermittelten in den Play-offs einen dritten Aufsteiger, wohingegen die letzten vier Vereine abstiegen.
Bei Punktgleichheit zählte der direkte Vergleich zwischen den beteiligten Mannschaften.

## Teams
In der Saison 2024/25 spielten folgende 22 Mannschaften in der Segunda División:
| Verein              | Stadt                  | Stadion                             | Kapazität |
| ------------------- | ---------------------- | ----------------------------------- | --------- |
| Albacete Balompié   | Albacete               | Estadio Carlos Belmonte             | 17.300    |
| UD Almería          | Almería                | UD Almería Stadium                  | 15.200    |
| CD Castellón        | Castelló de la Plana   | Nou Castalia                        | 16.000    |
| Deportivo La Coruña | A Coruña               | Estadio Riazor                      | 34.889    |
| Real Oviedo         | Oviedo                 | Estadio Nuevo Carlos Tartiere       | 30.500    |
| Burgos CF           | Burgos                 | Estadio Municipal de El Plantío     | 12.194    |
| FC Cádiz            | Cádiz                  | Estadio Nuevo Mirandilla            | 25.033    |
| FC Cartagena        | Cartagena              | Estadio Cartagonova                 | 15.105    |
| SD Eibar            | Eibar                  | Estadio Municipal de Ipurua         | 07.083    |
| FC Elche            | Elche                  | Estadio Manuel Martínez Valero      | 36.017    |
| CD Eldense          | Elda                   | Estadio Municipal Nuevo Pepico Amat | 04.036    |
| Racing de Ferrol    | Ferrol                 | Estadio Municipal de A Malata       | 12.043    |
| Sporting Gijón      | Gijón                  | Estadio Municipal El Molinón        | 30.000    |
| FC Granada          | Granada                | Estadio Nuevo Los Cármenes          | 19.336    |
| SD Huesca           | Huesca                 | Estadio El Alcoraz                  | 08.000    |
| UD Levante          | Valencia               | Estadio Ciudad de Valencia          | 26.354    |
| FC Málaga           | Málaga                 | Estadio La Rosaleda                 | 27.963    |
| CD Mirandés         | Miranda de Ebro        | Estadio Municipal de Anduva         | 05.759    |
| FC Córdoba          | Córdoba                | Estadio Nuevo Arcángel              | 21.822    |
| Racing Santander    | Santander              | Campos de Sport de El Sardinero     | 22.222    |
| Real Saragossa      | Saragossa              | Estadio La Romareda                 | 33.608    |
| CD Teneriffa        | Santa Cruz de Tenerife | Estadio Heliodoro Rodríguez López   | 22.824    |

## Abschlusstabelle
| Pl. | Verein                  | Sp. | S  | U  | N  | Tore    | Diff. | Punkte |
| --- | ----------------------- | --- | -- | -- | -- | ------- | ----- | ------ |
| 1.  | UD Levante              | 42  | 22 | 13 | 7  | 069:420 | +27   | 79     |
| 2.  | FC Elche                | 42  | 22 | 11 | 9  | 059:340 | +25   | 77     |
| 3.  | Real Oviedo             | 42  | 21 | 12 | 9  | 056:420 | +14   | 75     |
| 4.  | CD Mirandés             | 42  | 22 | 9  | 11 | 059:400 | +19   | 75     |
| 5.  | Racing Santander        | 42  | 20 | 11 | 11 | 065:510 | +14   | 71     |
| 6.  | UD Almería (A)          | 42  | 19 | 12 | 11 | 072:550 | +17   | 69     |
| 7.  | FC Granada (A)          | 42  | 18 | 11 | 13 | 065:540 | +11   | 65     |
| 8.  | SD Huesca               | 42  | 18 | 10 | 14 | 058:490 | +9    | 64     |
| 9.  | SD Eibar                | 42  | 15 | 13 | 14 | 044:410 | +3    | 58     |
| 10. | Albacete Balompié       | 42  | 15 | 13 | 14 | 057:570 | ±0    | 58     |
| 11. | Sporting Gijón          | 42  | 14 | 14 | 14 | 057:540 | +3    | 56     |
| 12. | Burgos CF               | 42  | 15 | 10 | 17 | 041:480 | −7    | 55     |
| 13. | FC Cádiz (A)            | 42  | 14 | 13 | 15 | 055:530 | +2    | 55     |
| 14. | FC Córdoba (N)          | 42  | 14 | 13 | 15 | 059:630 | −4    | 55     |
| 15. | Deportivo La Coruña (N) | 42  | 13 | 14 | 15 | 056:540 | +2    | 53     |
| 16. | FC Málaga (N)           | 42  | 12 | 17 | 13 | 042:460 | −4    | 53     |
| 17. | CD Castellón (N)        | 42  | 14 | 11 | 17 | 065:630 | +2    | 53     |
| 18. | Real Saragossa          | 42  | 13 | 12 | 17 | 056:630 | −7    | 51     |
| 19. | CD Eldense              | 42  | 11 | 12 | 19 | 044:630 | −19   | 45     |
| 20. | CD Teneriffa            | 42  | 8  | 12 | 22 | 035:550 | −20   | 36     |
| 21. | Racing de Ferrol        | 42  | 6  | 12 | 24 | 022:640 | −42   | 30     |
| 22. | FC Cartagena            | 42  | 6  | 5  | 31 | 033:780 | −45   | 23     |

Platzierungskriterien: 1. Punkte – 2. Direkter Vergleich (Punkte, Tordifferenz, geschossene Tore) – 3. Tordifferenz – 4. geschossene Tore

| (A) | Absteiger aus der Primera División 2023/24    |
| (N) | Aufsteiger aus der Primera Federación 2023/24 |

## Play-offs
Der Dritte spielte gegen den Sechsten, der Fünfte gegen den Vierten. Die jeweiligen Sieger nach Hin- und Rückspielen trafen im Anschluss ebenfalls in zwei Partien aufeinander, um den dritten Aufsteiger in die Primera División 2025/26 zu bestimmen. Die ranghöhere Mannschaft hatte jeweils im Rückspiel Heimrecht. Die Spiele fanden zwischen dem 7. und 21. Juni 2025 statt.
Halbfinale
|                      | Gesamt |                 | Hinspiel | Rückspiel |
| -------------------- | ------ | --------------- | -------- | --------- |
| UD Almería (6)       | 2:3    | Real Oviedo (3) | 1:2      | 1:1       |
| Racing Santander (5) | 4:7    | CD Mirandés (4) | 3:3      | 1:4       |

Finale
|                 | Gesamt |                 | Hinspiel | Rückspiel |
| --------------- | ------ | --------------- | -------- | --------- |
| CD Mirandés (4) | 2:3    | Real Oviedo (3) | 1:0      | 1:3 n. V. |